# SEK-Baureihe Μα
Die SEK-Baureihe Μα (My-alpha) war eine schwere Dampflokomotivenbaureihe der griechischen Staatsbahn Sidirodromoi Ellinikou Kratos (SEK), der bis 1973 bestehenden Vorgängergesellschaft der heutigen Staatsbahn Organismos Sidirodromon Ellados (OSE). Erbaut wurden die Lokomotiven in den Jahren 1953 bis 1954 von den italienischen Herstellern Breda und Ansaldo. Sie waren die größten und schwersten einrahmigen Dampflokomotiven in Europa auf Normalspur. Die OSE musterte die letzten Lokomotiven bis 1974 aus. Die Lokomotiven Μα 1002 und 1013 sind erhalten.

## Geschichte
Nach den verheerenden Zerstörungen des Zweiten Weltkriegs und des nachfolgenden Griechischen Bürgerkriegs musste das griechische Eisenbahnnetz mit hohem Aufwand wieder aufgebaut werden. Auch der Lokomotivbestand war durch kriegsbedingte Verluste erheblich geschrumpft. Ab 1950 war der durchgehende Zugverkehr nach Westeuropa wieder möglich und die wieder eingerichteten Zugläufe, darunter der Simplon-Orient-Express, erlebten eine rasch zunehmende Nachfrage. Die bislang vorhandenen Lokomotiven waren den zunehmenden Zugmassen auf der steigungs- und bogenreichen Hauptstrecke der SEK von Piräus nach Thessaloniki nicht mehr gewachsen, mit den bislang eingesetzten, bereits an die 30 Jahre alten, von der österreichischen Lokomotivfabrik der StEG gelieferten Lokomotiven der SEK-Baureihe Λα konnten kaum mehr als 70 km/h Höchstgeschwindigkeit erreicht werden. Die SEK gab daher bei den italienischen Herstellern Breda und Ansaldo 20 schwere Mehrzwecklokomotiven mit der Achsfolge 1’E1’ (Santa Fe) in Auftrag. Sie sollten einen 450 Tonnen schweren Schnellzug in der Ebene mit 90 km/h und auf einer Steigung von 10 Promille mit 65 bis 70 km/h befördern. Bei Probefahrten in Italien erreichten sie bis zu 120 km/h und erfüllten damit die gestellten Anforderungen. Es waren die größten je in Italien erbauten und auch die größten und schwersten in Griechenland eingesetzten Dampflokomotiven. Abgesehen von ihrer Größe waren die Lokomotiven konventionelle Zweizylinder-Heißdampflokomotiven mit einfacher Dampfdehnung.
Bald nach der Auslieferung zeigte sich, dass Breda und Ansaldo als Konstrukteure keine ausreichenden Erfahrungen mehr mit dem Bau solch großer Maschinen hatten – die letzten Dampflokomotiven für die italienischen Staatsbahnen waren bereits 1930 geliefert worden. Dampfmaschine und der Kessel waren unzureichend aufeinander abgestimmt, insbesondere war der Rost für den erforderlichen Brennstoffdurchsatz zu klein. Die verwendeten Kesselbleche insbesondere für die aus Stahl bestehende Feuerbüchse erwiesen sich als für die hohe Belastung nicht dauerhaft geeignet. Auch die Bogenläufigkeit war nicht ausreichend und die Maschinen verursachten wiederholt erhebliche Betriebsstörungen. 
Nach zwei Jahren musste die SEK die gesamte Serie außer Betrieb nehmen. Als vorübergehender Ersatz wurden Lokomotiven der Reihe ÖBB 258 aus Österreich angemietet, die den eigenen Λα baugleich waren. Die Kessel aller Μα wurden ausgebaut und kamen zu umfassenden Umbauarbeiten nach Kassel zu Henschel. Dort wurden sie grundlegend überarbeitet und bekamen unter anderem neue Feuerbüchsen. Die Feuerung wurde außerdem von Kohle auf Öl umgestellt. Nach ihrer Rückkehr nach Griechenland konnten sie die vorgesehenen Leistungen, wie etwa die Beförderung des Simplon-Orient-Express, in der Regel erbringen, waren aber dennoch beim Personal relativ unbeliebt – die ursprünglich geplante Leistungsfähigkeit konnten die Maschinen nie erreichen. Sie galten weiterhin als relativ entgleisungsanfällig, hinzu kam ein hoher Pflegeaufwand für Lauf- und Triebwerk. Bei der Oberbauabteilung der SEK waren sie ebenfalls wenig geschätzt, da sie auf der bogenreichen Hauptstrecke von Athen nach Thessaloniki erhöhten Unterhaltungsaufwand verursachten. Eine vollständige Beseitigung aller konstruktiven Mängel hätte zu einer Überschreitung der zulässigen Achslasten geführt. Anfang der 1960er Jahre erhielt die SEK die ersten Diesellokomotiven, die schnell die wichtigsten Leistungen übernahmen und die My-alpha vorwiegend auf Güterzugleistungen beschränkten.
Bis 1974 wurden die letzten Lokomotiven von der seit 1973 als OSE firmierenden Staatsbahn abgestellt. Die meisten Exemplare standen noch lange Jahre auf Abstellgleisen, wurden aber inzwischen verschrottet. Die Lokomotive 1002 steht in schlechtem Zustand in Rouf am Bahnhof als Denkmal.

## Technische Merkmale
Der weitgehend geschweißte Rahmen der Μα wurde aus 38 mm dicken Stahlplatten gefertigt und am hinteren Ende etwas eingezogen, um ausreichend Platz für den Ausschlag der in einem Delta-Schleppgestell gelagerten Schleppachse zu haben. Die vordere Laufachse bildet mit der ersten Kuppelachse ein Krauss-Helmholtz-Lenkgestell. Die mittlere Kuppelachse ist die Treibachse, für besseren Bogenlauf wurde sie spurkranzlos ausgeführt. Mit diesem Laufwerk konnten die Lokomotiven Gleisbögen mit Radien bis 140 Metern befahren. Die Kuppelstangen erhielten Gleitlager, während Treibstangenköpfe und Kreuzköpfe Rollenlager erhielten. Als Bremsausrüstung wurde eine Druckluftbremse System Knorr vorgesehen, wobei die Laufräder ungebremst ausgeführt wurden. Die Kuppel- und Tenderachsen erhielten Bremsklötze. 
Für die Verhältnisse auf europäischen Normalspurbahnen wurde der Kessel ausgesprochen groß ausgelegt. Die Feuerbüchse wurde aus Stahl und in geschweißter Bauart ausgeführt, sie erhielt eine Verbrennungskammer. Für den Langkessel wurde Vanadiumstahl verwendet. Der Rost wurde bei zehn Maschinen mit einem Stoker ausgerüstet, die anderen 10 Maschinen sind teils öl- und handgefeuert. Das doppelte Blasrohr wurde nach dem System Kylchap ausgeführt. Alle Lokomotiven erhielten Windleitbleche, teilweise als herkömmliche große Wagner-Windleitbleche, teilweise in Form von hoch auf dem Kessel direkt neben dem Schornstein angebrachten kleinen Blechen.